# Coolsville
Coolsville er et dansk pop/rock band, der begyndte deres karriere i karrierekanonen på radiokanalalen P3 i 2004. De udgav deres debutalbum Langt fra landet i maj 2005. De har bl.a. udgivet singlerne Det gælder, "Brændt af" og "Tog til møde ved en fejl".
Bandet valgte at opløse sig selv i 2006. Om beslutningen udtalte forsanger Jonas Breum sig til musikbladet Gaffa: "Efter vores turné gik det op for os, at vores ønsker og ambitioner peger i så forskellige retninger, at det ikke længere giver mening at fortsætte. Vi har spillet sammen i 5 år, og udgangspunktet har naturligvis ændret sig undervejs”
| Musikgruppe | Spire Denne artikel om en dansk musikgruppe er en spire som bør udbygges. Du er velkommen til at hjælpe Wikipedia ved at udvide den. |